# Acuerdo de Taft-Katsura

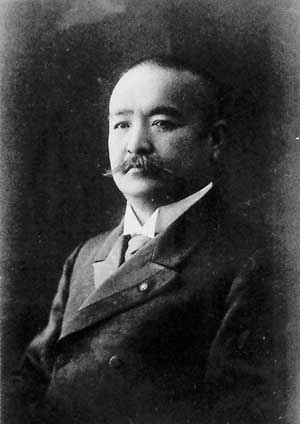
Primer ministro de Japón, Katsura Tarō

El Acuerdo de Taft-Katsura (en japonés: 桂・タフト協定, también conocido como el memorándum de Taft-Katsura) fue una discusión de 1905 (no un acuerdo) entre representantes políticos de Japón y los Estados Unidos con respecto a las posiciones de las dos naciones en los asuntos más importantes del Este Asiático, especialmente con respecto al estado de Corea y de Filipinas y las consecuencias de la victoria japonesa en la guerra ruso-japonesa. No fue un «acuerdo» y no estableció ninguna nueva política, sino un memorándum. El memorando fue clasificado como secreto por petición del primer ministro nipón, pero un estudioso lo descubrió en los archivos hasta 1924.
Las discusiones fueron entre el secretario de Guerra de los Estados Unidos William Howard Taft y el primer ministro de Japón Katsura Tarō el 27 de julio de 1905. El mandatario japonés declaró las razones de Japón para hacer un protectorado de Corea. Repitió que Japón no tenía interés en las Filipinas. Los Estados Unidos habían obtenido estas gracias a su victoria sobre España en la guerra hispano-estadounidense de 1898. En 1924, Tyler Dennett fue el primer estudioso en ver el documento; lo describió como conteniendo «el texto quizás el más notable "acuerdo ejecutivo" en la historia de las relaciones exteriores de los Estados Unidos». El consenso de los historiadores es que Dennett exageró grandemente la importancia de una discusión diplomática normal que no cambió nada y no estableció nuevas políticas. Los historiadores señalaron que no había un acuerdo formal sobre nada nuevo. La palabra «acuerdo» en los documentos simplemente significaba que las dos partes convenían en que las versiones inglesa y japonesa de las notas de la reunión reflejaban fielmente lo tratado en las conversaciones. El presidente Theodore Roosevelt más tarde acordó que el secretario de Guerra Taft había declarado correctamente la posición americana.
Cuando Dennett descubrió por primera vez las notas, asumió que indicaban un «pacto secreto» muy significativo entre Estados Unidos y Japón al crear un acuerdo de base por el cual las dos naciones aislacionistas se convirtieron en potencias mundiales. Las conversaciones consideraban el alcance de las esferas de influencia de Japón y Estados Unidos y mantenían la paz entre ellas, en caso de victoria del Japón sobre Rusia en la guerra ruso-japonesa.
Algunos historiadores coreanos han asumido que, en las discusiones, los Estados Unidos reconocieron la esfera de influencia de Japón en Corea; a cambio, Japón reconoció la de los Estados Unidos en Filipinas. Sin embargo, los historiadores estadounidenses que examinan los registros oficiales no informaron de ningún acuerdo, los dos hombres discutieron los acontecimientos del momento, pero no llegaron a ninguna nueva política o acuerdo. Ambos reafirmaron las conocidas políticas oficiales de sus propios Gobiernos. De hecho, Taft fue muy cuidadoso al indicar que estas eran sus opiniones personales y que no era un representante oficial del Gobierno de Estados Unidos (Taft era secretario de Guerra, no de Estado).

## Detalles
El memorando de Taft-Katsura lo componen las versiones en inglés y japonés de las notas de la reunión de la conversación entre el primer ministro nipón Katsura y el secretario de Guerra estadounidense Taft, celebrada en Tokio en la mañana del 29 de julio de 1905. El memorando que detallaba estas discusiones tiene fecha del 29 de julio de 1905.
Durante la reunión se trataron tres cuestiones importantes:
- Se trató el asunto de las islas Filipinas.[8] Taft, gobernador de las islas en tanto que secretario de Guerra, observó que convenía a Japón que las Filipinas fuesen gobernadas por una nación fuerte y amistosa como los Estados Unidos; por su parte, Katsura afirmó que Japón no albergaba planes de agresión hacia las islas.[2][8]

- A continuación Katsura expresó su opinión sobre la paz en Asia Oriental; aquel afirmó que esta constituía el principio fundamental de la política exterior japonesa y que la forma de lograrla dependía del entendimiento entre Japón, Estados Unidos y el Reino Unido.[2][8] Taft indicó que, a efectos prácticos, su país actuaría como si estuviese estaba coligado con Japón, incluso si no existía un tratado de alianza oficial.[8]

- Por último, con respecto a Corea, Katsura observó que la colonización japonesa de Corea era una cuestión de absoluta importancia, ya que consideraba que Corea había sido una causa directa de la recién concluida guerra ruso-japonesa. Katsura afirmó que la solución integral del problema coreano debía ser el resultado lógico de la guerra.[2] Indicó además que, si conservaba la autonomía, Corea seguiría suscribiendo imprudentes acuerdos y tratados con otras potencias que, según él, había creado el problema original que había conducido a la guerra.[2] Por ello, Katsura indicó que Japón debía tomar medidas para evitar que Corea volviese a dejar a Japón en la tesitura de tener que librar otra guerra.[2]

Por su parte, Taft coincidió en que el establecimiento del protectorado japonés sobre Corea contribuiría directamente a la estabilidad en Asia oriental. Taft también expresó su convicción de que el presidente Roosevelt compartiría sus opiniones al respecto, si bien advirtió de que carecía de autoridad para expresar la posición oficial de su Gobierno. Meses antes, por conductos oficiales y oficiosos, los Estados Unidos habían comunicado ya al Gobierno japonés su consentimiento a que se apoderase de Corea..
La conversación se centró así en tres asuntos. En primer lugar, Taft le comunicó a Katsura que algunos prorrusos en Estados Unidos afirmaban públicamente que la reciente guerra entre Japón y Rusia precedería a la agresión nipona a las islas Filipinas. Taft sugirió que el único interés de Japón en estas sería que las gobernase una nación fuerte y con buenas relaciones con el imperio como los Estados Unidos. El conde Katsura confirmó firmemente que este era en efecto el único interés que su país tenía respecto a las Filipinas, y descartó que Japón abrigase ningún plan de agresión hacia las islas.
En segundo lugar, el conde Katsura afirmó que la intención de Japón en Asia oriental y sudoriental era mantener la paz general y que el medio para lograrlo era mantener un buen entendimiento entre Japón, los Estados Unidos y el Reino Unido.
En tercer lugar, el conde Katsura declaró que la autonomía de Corea había dado lugar a que rubricara acuerdos y tratados con otras potencias de manera imprudente y que esta había sido la causa de las complicaciones internacionales que habían conducido a la guerra entre Japón y Rusia. Por consiguiente, el Japón se veía obligado a impedir cualquier posibilidad de autonomía coreana. El secretario Taft declaró que el establecimiento de la soberanía del Japón sobre Corea, con tropas japonesas que la obligasen a contar con el beneplácito nipón para firmar tratados internacionales, sería consecuencia lógica de la guerra, y contribuiría al mantenimiento de la paz en el Este.
Aunque nunca hubo un acuerdo firmado o tratado secreto, solamente un memorando de una conversación, y esta se mantuvo en secreto durante veinte años, el presidente Theodore Roosevelt telegrafíó a su secretario de guerra Taft:

Su conversación con el conde Katsura absolutamente correcta en todos los aspectos. Deseo que le indique a Katsura que confirmo cada palabra.

Sin embargo, existe controversia entre los historiadores en cuanto a la transcendencia histórica de la conversación y si el lenguaje de la conversación constituía un acuerdo real de realpolitik (es decir, si suponía un acuerdo diplomático implícito incluso si no existía un documento explícito en el que se reflejase el pacto). Las notas de la conversación fueron descubiertas en 1924 por el historiador Tyler Dennett; este consideró que eran de capital importancia, y pidió el permiso para publicarlas al secretario de Estado Charles Evans Hughes. Dennett se refirió a las notas como «el pacto secreto del presidente Roosevelt con Japón».

## Circunstancias del acuerdo
Los japoneses estaban en guerra con Rusia y acababan de destruir dos meses antes de la llegada de Taft a Japón dos tercios de la flota naval de Rusia en su guerra contra Corea en 1905, por lo que la victoria de Japón era claramente inminente. El presidente Theodore Roosevelt estaba tratando de que Rusia y Japón entablaran negociaciones de paz. Los Estados Unidos habían obtenido el control de Filipinas de su guerra con España en 1898. El secretario de Guerra de Roosevelt, William Howard Taft, se detuvo en Japón de camino a las Filipinas.
El conflicto entre los intereses rusos y japoneses en Corea había sido uno de los desencadenantes de la guerra entre los dos imperios y el Gobierno nipón deseaba que la contienda acabase con la península dominada por Japón. Como el Gobierno de Tokio estaba interesado en conocer la actitud estadounidense ante este objetivo, aprovechó el viaje de Taft para averiguarla.

## Reacción coreana
Algunos historiadores coreanos (por ejemplo, Ki-baik Lee, autor de Una nueva historia de Corea (Harvard U. Press, 1984) creen que el Acuerdo de Taft-Katsura infringió el Tratado de Amistad y Comercio coreano-estadounidense firmado en Incheon el 22 de mayo de 1882 porque el gobierno de la dinastía Joseon consideró que este constituía un pacto implícito de defensa mutua, opinión que no compartían los estadounidenses. La dinastía Joseon, sin embargo, se extinguió teóricamente en 1897, aunque en la práctica siguió rigiendo el país hasta 1910, ya que simplemente cambió de nombre y adoptó el de «Imperio coreano». 
El Acuerdo ha sido citado por algunos en Corea como ejemplo para argumentar la escasa fiabilidad de los Estados Unidos en lo que respecta a las cuestiones de seguridad y soberanía coreanas.